# Вихко, Иван Андреевич
Ива́н Андре́евич Ви́хко (карел. Ivan Vihko; 1890, деревня Малый Узингонт, Санкт-Петербургская губерния — 15 апреля 1938) — нарком просвещения Карельской АССР.

## Биография
Родился в 1890 в деревня Малый Узингонт Санкт-Петербургской губернии в семье бедного крестьянина. Учился в сельской школе, затем в двенадцатилетнем возрасте по рекомендации учительницы был переведен в двухклассное училище, где обучался за государственный счет. В 1905 году поступил в Краснославянскую садоводческую школу, учась на стипендию уездного правления, но из-за начавшихся революционных волнений школа была закрыта. В 1908 году был принят стипендиатом в Колпинскую учительскую семинарию. Окончил ее в 1912 году. Сразу был призван на военную службу в армию, служил рядовым, затем писарем. 
Работал учителем Тургозинской школе Петергофского УОНО с 1918 по 1920 год. По направлению Петергофского УОНО с 1920 по 1923 год учился в Ленинградском Институте Народного образования. Работал инспектором Троицкого УОНО в 1923—1924 годах, затем — Ленинградского ГубОНО, в 1924—1925 годах заведовал культотделом Ленинградского Упрофбюро. По запросу Карельского обкома партии Северо-Западного бюро ЦК ВКП (б) был направлен в Карело-Финскую ССР, где с 1925 по 1926 год работал заместителем заведующего Соцвосом Наркомпроса КФССР, в 1926—1927 годах заведующим Соцвосом Наркомпроса КФССР, с 1927 по 1929 год заместителем Наркома просвещения КФССР. По мобилизации ЦК ВКП (б) с 1929 по 1931 год учился в аспирантуре Московского Института Научной педагогики. По окончании ему присвоили степень научного работника I класса с правом работать в педагогическом научно-исследовательском учреждении в качестве преподавателя педагогики, политэкономии и теоретики сов. строительства. 
С 1931 по 1932 года был директором-организатором Карельского педагогического института. В его деятельности было крайне много трудностей: не хватало преподавателей, аудиторий, учебно-наглядных пособий, общежития. Вихко организовал работу так, что уже в первый год в Институт было принято 48 студентов. Обком партии поручил Ивану Андреевичу создание Карельского Комвуза, директором которого он был назначен в апреле 1932 года, но в том же году его перевели на другую должность. 
С 1932 по 1936 год Вихко был Наркомом просвещения КАССР. Одной из главных задач народного комиссара было преобразование школ в семилетние и организация десятилетнего обучения. В 1932—1933 учебном году в республике работало 93 семилетние школ с охватом 12814 учащихся и 6 средних школ с числом учащихся 349 человек. Развитие народного образования требовало все больше учителей с высшим образованием. Наркомпрос совместно с Правительством республики добились того, что в 1933 году в Ленинградских лесотехнических и сельскохозяйственных вузах были созданы карельские отделения. В вузах республики обучались уже 421 человек При них было создано 6 рабфаков с охватом 670 человек
Наряду с подготовкой учительских кадров в задачу Вихко входила работа по ликвидации неграмотности среди взрослого населения. За три года, начиная с 1931 года, прошли обучение 22093 человека, в результате грамотность населения в республике повысилась до 87 %.
В 1931 году в Карелии был создан и начал свою деятельность Научно-исследовательский институт.
В 1936 году Вихко в связи с ухудшением здоровья был переведен в Воронеж, где работал директором педагогического училища. В 1938 году арестован по ложному обвинению. В период следствия 15 апреля 1938 года Вихко умер. Постановлением Прокуратуры КАССР от 9 апреля 1957 года уголовное дело по обвинению Ивана Андреевича было прекращено за отсутствием состава преступления. Реабилитирован посмертно.

## Семья
У Ивана Вихко осталась семья. Жена — Екатерина Соломоновна Вихко (Кутик), родилась в 1902 году, окончила Московский университет по факультету дошкольного воспитания и была направлена в распоряжение Карельского отдела народного образования. Работала в Олонце заведующей детским домом, а затем в Петрозаводске заведующей дошкольным методическим кабинетом. Последнее место работы — методист Горьковского областного дошкольного методического кабинета. В 1982 году Екатерина Соломоновна Вихко умерла.
Дочь — Ирина Ивановна Вихко, родилась в 1929 году, по окончании историкр-филологического факультета Горьковского ГУ 34 года проработала учителем русского языка и литературы в средней школе.
Сын — Лев Иванович Вихко, родился в 1931 году. Окончил механический факультет Горьковского политехнического института. В 1965 году был ведущим конструктором по проектированию автомобиля «Чайка» ГАЗ-14. С 1974 года работал начальником отделением проектирования кузовов Волжского автомобильного завода. По совместительству 8 лет преподавал в Тольяттинском политехническом институте. Является «Лауреатом премии Совета Министров СССР».